# Javornitsa
Javornitsa (bulgariska: Яворница) är ett distrikt i Bulgarien.   Det ligger i kommunen Obsjtina Petritj och regionen Blagoevgrad, i den sydvästra delen av landet, 150 km söder om huvudstaden Sofia.
Omgivningarna runt Javornitsa är en mosaik av jordbruksmark och naturlig växtlighet. Runt Javornitsa är det ganska tätbefolkat, med 80 invånare per kvadratkilometer.